# 尼日尔龙卷风足球俱乐部
尼日爾龍捲風足球俱樂部（Niger Tornadoes Football Club） 是尼日利亚的足球俱乐部，位于尼日利亚米纳，2005赛季球队处于尼日利亚足球甲级联赛的中下游水平但是保级成功。球队面临了财政困难，一段时间内运动员的工资和奖金都难以支付 （页面存档备份，存于）。球队的主体育场为米纳市立体育场（Minna Township Stadium）。

## 球队荣誉
- 尼日利亚足协杯: 1次

2000年